# Boschi Sant'Anna
Boschi Sant'Anna är en ort och kommun i provinsen Verona i regionen Veneto i Italien. Kommunen hade 1 391 invånare (2018).